# Elipsoid
Elipsoíd je ploskev drugega reda, ki je razširitev pojma elipsa na tri razsežnosti.
Enačba v kartezičnem koordinatnem sistemu je:
{\displaystyle {x^{2} \over a^{2}}+{y^{2} \over b^{2}}+{z^{2} \over c^{2}}=1\!\,,}
kjer so a , b in c ekvatorialni polmeri vzdolž osi x, y in z. Števila a, b in c so pozitivna realna števila, ki določajo obliko elipsoida. Dolžine odsekov, ki jih ploskev določa na pripadajočih koordinatnih oseh (x, y, z), se imenujejo glavne polosi elipsoida. Za števila a , b in c lahko nastopijo naslednji primeri:
- {\displaystyle a=b=c:\,\!} sfera;
- {\displaystyle a=b>c:\,\!} sploščeni sferoid (oblika diska);
- {\displaystyle a=b<c:\,\!} podolgovati sferoid (oblika cigare);
- {\displaystyle a>b>c:\,\!} triosni elipsoid (tri različne polosi).

Kadar sta dve osi enaki, se nastala površina imenuje sferoid.

## Parametrizirana oblika
V sfernem koordinatnem sistemu se lahko parametrizirano obliko enačbe elipsoida napiše kot:
{\displaystyle {\begin{aligned}x&=a\,\sin(\theta )\cos(\varphi );\!{\color {white}|}\\y&=b\,\sin(\theta )\sin(\varphi );\\z&=c\,\cos(\theta );\end{aligned}}\,\!}
kjer je:
{\displaystyle {\color {white}+}\!\!\!\theta {\color {white}'}\,\!} kolatituda ali zenitni kot in {\displaystyle {\color {white}+}\!\!\!\varphi {\color {white}\!\!\!-}\,\!} dolžina ali azimut:
Kota lahko zavzameta naslednje vrednosti:
{\displaystyle {\begin{matrix}0\leq \theta \leq {180}^{\circ };\quad {0}\leq \varphi \leq {360}^{\circ };\!{\color {white}{\big |}}\end{matrix}}\,\!}

## Površina
Površine elipsoida se ne da izračunati z uporabo samo elementarnih funkcij.
Izračuna se jo lahko s pomočjo naslednjega obrazca:
{\displaystyle S=2\pi \left(c^{2}+b{\sqrt {a^{2}-c^{2}}}E(o\!\varepsilon ,m)+{\frac {bc^{2}}{\sqrt {a^{2}-c^{2}}}}F(o\!\varepsilon ,m)\right),\,\!}
kjer pomeni:
{\displaystyle o\!\varepsilon =\arccos \left({\frac {c}{a}}\right)\ } za sploščene elipsoide
{\displaystyle o\!\varepsilon =\arccos \left({\frac {a}{c}}\right)\ } za podolgovate elipsoide
kot, ki se imenuje kotna izsrednost;
{\displaystyle m={\frac {b^{2}-c^{2}}{b^{2}\sin(o\!\varepsilon )^{2}}}\,\!}
{\displaystyle E(o\!\varepsilon ,m)\,\!} in {\displaystyle F(o\!\varepsilon ,m)\,\!} sta nepopolna eliptična integrala prvega in drugega reda.
Približna vrednost površine se dobi tudi s pomočjo naslednjega obrazca:
{\displaystyle S\approx 4\pi \!\left({\frac {a^{p}b^{p}+a^{p}c^{p}+b^{p}c^{p}}{3}}\right)^{1/p}.\,\!}
kjer uporaba vrednosti p ≈ 1,6075 da relativno napako do največ 1,061 %. Vrednost p = 8/5 = 1,6 je najboljša za skoraj okrogle elipsoide (z relativno napako približno 1,178 %).

## Prostornina
Zaradi nenatančnega izražanja se izraz elipsoid včasih uporablja tudi za geometrijsko telo, ki ga omejuje zgoraj opisana ploskev.Prostornino tega telesa se izračuna z obrazcem:
{\displaystyle V={\frac {4}{3}}\pi abc.\,\!}
Kadar so vse polosi enake, se dobi prostornino krogle, če sta po dve polosi enaki pa prostornine sferoidov.